# La Banquise (roman)
Pour les articles homonymes, voir La Banquise.
La Banquise est un roman de Jean-Pierre Chabrol publié en 1998.
C'est son dernier roman avant sa disparition en 2001.

## Résumé
En 1920 Clémence, 20 ans, reprend le tabac de Bouscassel. Vers 24 elle épouse Jocelyn, flamand, chez lui, où il reste. Elle accouche infernalement d'Henri 9 mois après, d'où le surnom de La Banquise. En 36 Henri est le 1er du village à aller en 6e (à Ales). En 39 il envoie Paco, espagnol, à cacher à sa mère. En 40 Paco fuit les gendarmes. Jocelyn revient et veut l'obliger à la suivre. Elle l'assomme et le jette dans un puits. Fin 42 les nazis prennent Ales. Henri rejoint Paco dans le maquis. En 44 un capitaine nazi loge chez Clémence à qui Henri demande d'avoir des infos. Elle lui fait l'amour. Paco et les siens tuent le capitaine et sa troupe. Des SS arrivent et tuent Paco et Henri. Clémence est rasée. Elle se suicide. Le préfet lui décerne la croix de guerre.